# HD 41841
HD 41841，又名CD-23 3431，SAO 171236、HR 2163，是一颗恒星，视星等为5.47，位于銀經229.46，銀緯-19.78，其B1900.0坐标为赤經6h 2m 21.8s，赤緯-23° -19.78′ 57″。